# Chondrocephalus salvadorae
Chondrocephalus salvadorae is een keversoort uit de familie Passalidae. De wetenschappelijke naam van de soort is voor het eerst geldig gepubliceerd in 1989 door Schuster.